# Ádám János
Ádám János egyes forrásokban Adami, Adámi illetve Ádámi (Kolozsvár, 16. század vége – 17. század közepe) kolozsvári tanácsos, költő.

## Élete
Pontos születési és halálozási dátuma nem ismert. Székely származású volt, atyja Ádám János, anyja Bekk Anna volt; tanulás és tapasztalatszerzés céljából megjárta a külföldet, és onnan visszatérve kolozsvári tanácsos lett. Közmegbecsülésben részesült tekintélyes férfiú volt, ezért Básta György minden adótól fölmentette. Első neje a kolozsvári szász bíró, Puellacher István lánya, Anna volt, akit mindig hű emlékezetben tartott és mélyen tisztelt; még egy 1606-ban, második házassága idején készített énekében is keservesen és magasztalva siratta.
Ezen ének megvan ma is; az enyészettől Anna leánya második férje, ózdi Borsos Tamás mentette meg, aki az apósáról maradt levelekkel, irományokkal megismerkedvén, látta azokból, hogy Ádám János néha latin nyelvből magyar nyelvre fordított és verseket írogatott; az 1606-beli énekét, amelyet többi versei közt jobbnak talált, családi jegyzőkönyvébe 1638-ban beleírta; címe: „Cantio quam anno domini 1606 de sua praedicta mortua composuit”. Ezen magyar éneket: „Ádám János és 1606-beli siralmas éneke” cím alatt közölte 1840-ben Kovács István a Nemzeti Társalkodóban.
A következő nyomtatvány, amelyet Kropf Lajos fedezett fel a British Museumban: „Ad Celebres et Eruditos Academiae Celeberrimae Patronos Humilima Valedictio Johannes Adamus Transylvanus in Patriam redituri” címmel, szintén neki tulajdonítható.
1599-ben Heltai Gáspár nyomdájában jelent meg két műve: Az igaz jámbor és tökéletes barátságról való ének és Az két Musák. Minerva és Pallas egymással veteködnek, ez mostani világ állapotja és az jó szerencze felől. A kötetet G. C. mester, a kor egyik ismert fametszője illusztrálta.
Bodnár Zsigmond szerint az első mű alapján „könnyen verselő”, ámde „homályos fejű ember lehetett”, második műve viszont „kevésbé együgyű”-nek mutatja.